# Lucie Varga
Lucie Varga (* 21. Juni 1904 als Rosa Stern in Baden, Österreich-Ungarn; † 26. April 1941 in Toulouse) war eine österreichische Historikerin, die als Assistentin von Lucien Febvre verschiedene Beiträge für die Zeitschrift Annales schrieb. Sie gilt als eine der Vorreiterinnen der Mentalitätsgeschichte.

## Leben
Rosa Stern stammte aus einer wohlhabenden jüdisch-ungarischen Familie. Bei ihrer Geburt hatten sich die Eltern allerdings bereits getrennt. Der Vater war in Ungarn geblieben, die Mutter zog Rosa und ihre beiden Geschwister alleine in Österreich groß. Den Vornamen „Lucie“ legte sie sich schon in der Schulzeit zu. Stern besuchte die liberal-fortschrittliche Schwarzwaldschule und studierte anschließend Geschichte und Kunstgeschichte an der Universität Wien. 1931 promovierte sie bei Alfons Dopsch über mittelalterliche Geschichte. Bereits 1923 hatte sie den Arzt Josef Varga geheiratet und 1925 eine Tochter mit ihm bekommen.
1933 heiratete sie nach der Scheidung von Varga den Philosophen Franz Borkenau, mit dem sie noch im gleichen Jahr nach Paris emigrierte. Hier lernte sie den Historiker Lucien Febvre kennen, der Kontakte zu ihrem Doktorvater Alfons Dopsch hatte, und wurde seine Assistentin. Bekannt wurde Varga mit ihren zwischen 1934 und 1939 erschienenen Aufsätzen für Febvres Zeitschrift Annales, insbesondere mit einem 1937 erschienenen Essay über die Hintergründe des Faschismus. Sie versuchte sich in der Erklärung des Nationalsozialismus anhand von Lebensläufen von NSDAP-Anhängern.
Varga und Febvre begannen nach Vargas Trennung von ihrem zweiten Ehemann eine Affäre, die von dem fast sechzigjährigen Intellektuellen aber bald beendet wurde, da er um seine bürgerliche Existenz fürchtete. Sie schlug sich dann als Fabrikarbeiterin, Handelsvertreterin und Nachhilfelehrerin durch. 1938 erwarb sie die französische Staatsbürgerschaft, nachdem sie als Rose Morin eine Scheinehe eingegangen war.
Im Zweiten Weltkrieg arbeitete Varga als Journalistin für die Nachrichtenagentur Havas in Paris, bis die Jüdin die Stadt 1940 verlassen musste. Sie lebte kurz in Bordeaux und ließ sich dann in Toulouse nieder. Bald darauf starb sie im Alter von nur 36 Jahren an Diabetes mellitus.

## Schriften
- Das Schlagwort vom „finsteren Mittelalter“. Rohrer, Baden/Leipzig/Brünn 1932.
- Zeitenwende. Mentalitätshistorische Studien 1936–1939. Hrsg. von Peter Schöttler. Suhrkamp, Frankfurt am Main 1991, ISBN 3-518-28492-4. Leicht veränderte Neuausgabe: Suhrkamp, Berlin 2023, ISBN 978-3-518-30030-5.
- Les Autorités invisibles. Une historienne autrichienne aux Annales dans les années trente. Hrsg. von Peter Schöttler. Éditions du Cerf, Paris, 1991, ISBN 2-204-04406-7.